# The Bourne Legacy
The Bourne Legacy è un film del 2012 co-sceneggiato e diretto da Tony Gilroy.
È il quarto film della serie di Bourne, tratta dai romanzi di Robert Ludlum ed Eric Van Lustbader. Gilroy dirige il film, dopo aver sceneggiato i primi tre capitoli della serie. Protagonista del film è Jeremy Renner, affiancato da Rachel Weisz, Edward Norton, Joan Allen e Oscar Isaac.
Nonostante il titolo sia lo stesso di un romanzo su Jason Bourne, la pellicola è uno spin-off della serie cinematografica e narra una storia completamente diversa dal romanzo di Van Lustbader, con protagonista l'agente Aaron Cross, del programma Outcome.

## Trama
Jason Bourne ritorna incontrando prima un giornalista del Guardian, Simon Ross, a Londra, e poi Pamela Landy a New York. L'assistente di Noah Vosen contatta di nascosto un funzionario governativo, Turso, che in seguito riceverà la visita dello stesso direttore della CIA Ezra Kramer; dopodiché è lui a contattare il colonnello Byer, uno degli ideatori dell'aggiornamento di Treadstone e membro chiave del Comando Operazioni Speciali.
Dietro a BlackBriar, il programma ombrello, ci sono diversi programmi per creare agenti dormienti sul modello di Bourne e i suoi primi colleghi; tutti costoro sono militari addestrati dall'esercito ad agire nell'ombra e solo dopo assegnati alla CIA, tanto che Turso si lamenta con Ezra Kramer dicendogli: "Vi è stata data una Ferrari... e l'avete trattata come un tagliaerba!" Le rivelazioni della Landy alla stampa rischiano di scoperchiare una pentola più bollente di quanto la stessa Landy creda poiché diversi di questi agenti sono infiltrati in nazioni o gruppi apertamente ostili agli Stati Uniti, e la loro perdita rappresenterebbe un grosso passo indietro nello spionaggio. Byer è convinto che si debbano limitare i danni a ogni costo mentre Kramer è pronto a trascinarli tutti con sé nel caso in cui finisse male per lui.
Tra i diversi programmi, alcuni sfornano agenti geneticamente modificati, tenuti in riga e in forma grazie a due pillole, una per il corpo e una per la mente; in particolare, Aaron Cross del programma Outcome. Cross, durante le fasi iniziali dello scandalo Treadstone, è in Alaska a riaddestrarsi (l'effetto dovrebbe essere, nelle intenzioni dei suoi controllori, più psicologico che fisico) e in un avamposto di appoggio incontra un altro agente ivi confinato, in quanto si era innamorato.
Byer dà l'ordine e diversi agenti vengono eliminati con pillole simili a quelle usate; per Cross e il suo collega si ricorre a un missile sparato da un drone Predator; Aaron riesce a scampare all'attentato in cui muore il collega e riesce a rimuovere il segnalatore impiantato sotto la pelle per infilarlo nella bocca di un lupo. La distruzione del segnalatore e del lupo gli fa guadagnare tempo prezioso, ma il primo missile ha distrutto la scorta di pillole. Per Cross è un problema non da poco, poiché le pillole creano una piccola dipendenza, ma soprattutto potenziano facoltà fisiche e intellettuali, e il punteggio base di Cross all'epoca dell'ammissione al programma fu ritoccato per farlo entrare, nonostante fosse di poco inferiore al minimo necessario.
Intanto una situazione nuova si presenta: tra gli arrestati figura Albert Hirsch, mente e addestratore dei primi agenti Treadstone e dei loro successori; il dottore sta collaborando con i federali e quindi la CIA lo ha fatto avvelenare, ma un video pubblicato su YouTube ritrae Hirsch con altri colleghi tutti impiegati nelle diverse fasi di realizzazione e manutenzione del progetto; anche loro devono morire, inclusa Marta Shearing, ricercatrice che ha rinunciato alla possibilità di far carriera e pubblicare le sue scoperte per proseguire il suo lavoro. Tra gli agenti che vengono a farsi controllare periodicamente da lei vi è lo stesso Aaron Cross, che si dirige da lei per ottenere le pillole. Marta è appena sopravvissuta per caso alla strage il cui vero obiettivo era lei, effettuata da un collega forse condizionato o manipolato; quando agenti della CIA si presentano con il pretesto di un'inchiesta e poi tentano di "suicidarla", Cross irrompe nella casa e li uccide.
Ora i due sono in fuga; Marta Shearing è ricercata dalla squadra di Byer, ma Aaron Cross è ritenuto morto e il vantaggio è evidente. Quando si arriva alla questione delle pillole, Aaron viene a sapere che quelle per il corpo non sono più necessarie poiché il team di Shearing ha modificato alcuni agenti definitivamente iniettando loro banali virus con alcune modifiche create in laboratorio; questi virus si legano direttamente a uno dei cromosomi. Resta la questione delle qualità mentali, e per questo i due si recano nelle Filippine dove una fabbrica di medicinali nasconde un reparto dall'accesso riservato dove si producono i farmaci per gli agenti. Qui, piuttosto che rifornire Aaron di pillole, Marta applica lo stesso principio con un altro virus; perché la "cura" faccia effetto occorrono almeno 24 ore durante le quali Cross rimarrà in stato febbricitante e sarà inerme. Inoltre, all'arrivo all'aeroporto, Marta è stata riconosciuta dalle telecamere e Byer nel filmato ha identificato lo stesso Cross.
Negli Stati Uniti d'America comunque le cose non vanno molto bene: Vosen sta difendendo la sua posizione bene e la Landy rischia di finire sulla graticola come traditrice per aver fatto uscire informazioni riservate. Con Cross tornato in gioco, Byer fa attivare Larx, un agente uscito da un programma successivo, privo sia dei difetti di Treadstone sia di quelli di Outcome; Aaron e Marta riescono a malapena a fuggire e lui viene anche ferito; arrivati al porto, con Aaron indebolito dalla ferita, Marta riesce appena in tempo a spingere la moto di Larx contro un pilone, uccidendolo sul colpo e salvandosi per un pelo. Trasportati da una barca di pescatori, i due (che si stanno innamorando) si allontanano in attesa di fare la prossima mossa.

## Produzione

### Sviluppo

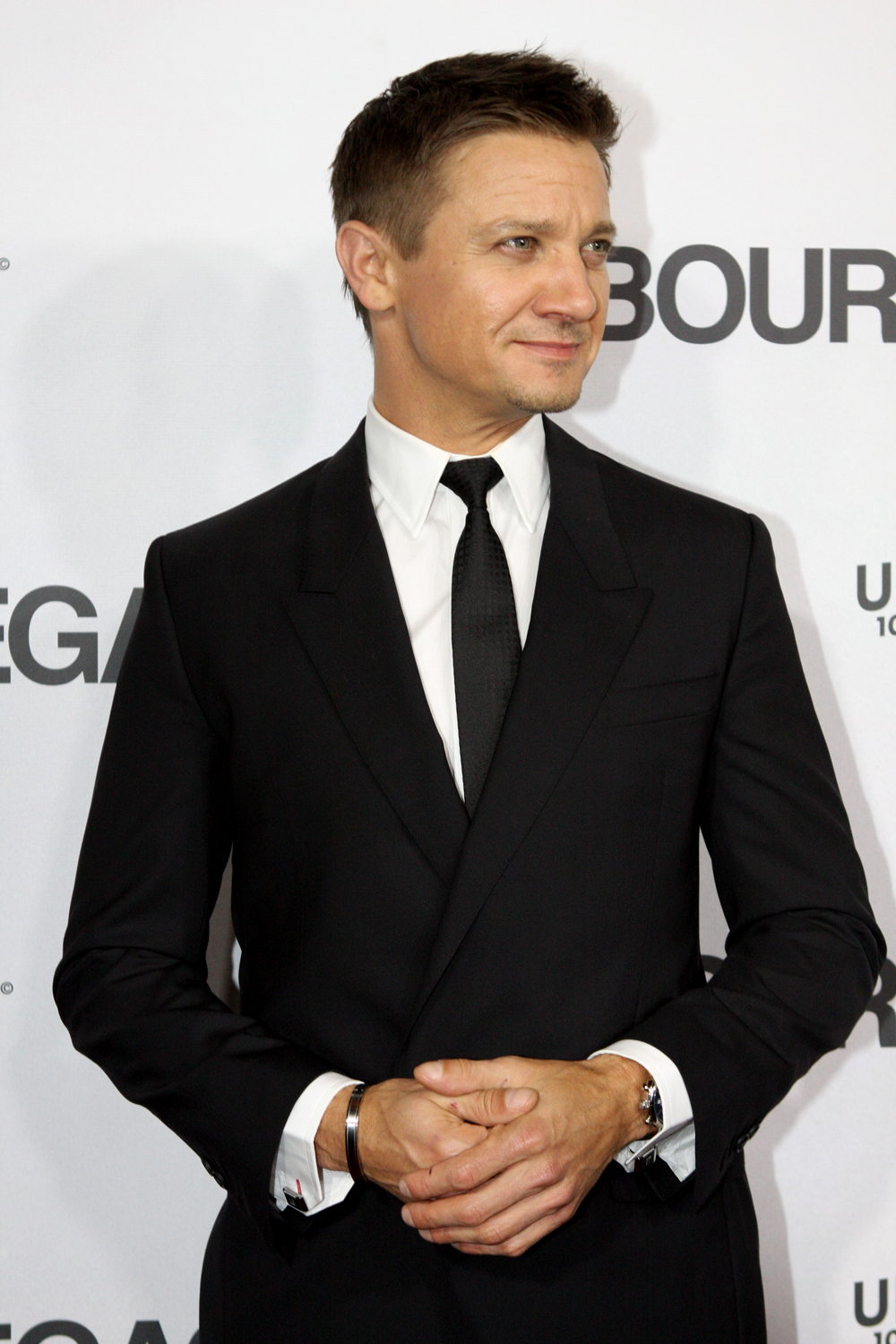
Il protagonista Jeremy Renner all'anteprima australiana del film

La produzione del film fu alquanto travagliata. Seppur The Bourne Ultimatum - Il ritorno dello sciacallo fosse stato inizialmente concepito come l'ultimo capitolo della serie di Bourne, nell'ottobre del 2008 venne messo in sviluppo un possibile nuovo sequel da parte degli Universal Studios. Per il film vennero preparate due sceneggiature, una di George Nolfi, che già aveva co-scritto The Bourne Ultimatum, non ispirata ai romanzi di Ludlum, e una parallela di Josh Zetumer combinata a quella di Nolfi, dopo che quest'ultimo, nel settembre del 2009, era stato incaricato della regia de I guardiani del destino. Secondo Matt Damon, al novembre del 2009 gli studi non avevano ancora approvato lo script, e l'attore si disse quindi speranzoso di girare la pellicola entro la metà del 2011.
Tuttavia, dopo che il regista Paul Greengrass, già dietro a The Bourne Supremacy e The Bourne Ultimatum, annunciò la sua contrarietà a tornare dietro la macchina da presa per l'eventuale quarto film della serie, Damon lo seguì a ruota affermando che non sarebbe tornato a lavorare su di un nuovo capitolo di Bourne senza Greengrass. Ciò nonostante Tony Gilroy, sceneggiatore delle prime tre pellicole della serie, annunciò tramite la Universal di aver firmato per la produzione di un quarto capitolo di Bourne, dal titolo provvisorio, poi confermato, di The Bourne Legacy, e con uscita inizialmente prevista negli Stati Uniti per il 3 agosto 2012. Lo stesso Gilroy venne poi scelto anche come regista dell'opera.
Nell'aprile del 2011 venne confermato il titolo nonché reso noto che questo capitolo sarebbe stato una sorta di spin-off della trilogia iniziale, in quanto, pur se intitolato come il romanzo omonimo di Eric Van Lustbader e mantenendo gli avvenimenti delle prime tre pellicole come punto di partenza, il nuovo film avrebbe raccontato una storia completamente diversa, anche per via dell'assenza del personaggio di Jason Bourne. Come protagonista, in sostituzione di Damon, venne quindi scelto l'emergente Jeremy Renner nei panni di un nuovo agente, Aaron Cross.

### Sceneggiatura
Il film, che per buona parte narra vicende contemporanee a The Bourne Ultimatum - Il ritorno dello sciacallo, di fatto lascia aperta la possibilità di un futuro film con entrambi gli agenti, non andando a toccare il finale del film precedente né dando alcuna spiegazione su dove sia esattamente Jason Bourne e se sia ancora vivo. Lo stesso Jeremy Renner si è dichiarato interessato a girare un ulteriore sequel assieme a Matt Damon.
In contrasto a Bourne, amnesiaco alla ricerca del suo passato, Cross ricorda ma vorrebbe dimenticare ciò che ha fatto; il Byer di Edward Norton, suo superiore e supervisore, rappresenta una linea molto più grigia dei cinici dirigenti della CIA. Altro tema scottante è l'uso della genetica e delle droghe (qui definite solo come pillole) per migliorare le performance e controllare le emozioni degli agenti, laddove gli agenti di Treadstone erano condizionati psicologicamente.
La prima inquadratura nel film, un uomo nell'acqua ghiacciata, è girata appositamente in somiglianza al finale di The Bourne Ultimatum, salvo poi scoprire che è Aaron Cross a uscire dall'acqua; di contro, il finale con un peschereccio che si dirige verso il mare aperto con tempo splendido, ricalca l'inizio di The Bourne Identity, quando un peschereccio italiano ritrova il corpo di Jason Bourne durante una tempesta.

## Colonna sonora
La canzone che conclude l'ultima inquadratura è Extreme Ways di Moby, brano già presente nei titoli di coda dei precedenti film della quadrilogia, di cui è stata realizzata una nuova versione apposita per quest'ultimo capitolo.

## Promozione
Dopo aver diffuso un primo teaser poster a gennaio, l'8 febbraio 2012 la Universal ha pubblicato contemporaneamente il primo teaser trailer e un nuovo teaser poster, entrambi sia in versione internazionale che in italiano. Il 1º giugno 2012 è stato reso disponibile il primo trailer ufficiale in lingua inglese, a cui il 2 giugno è seguito quello in lingua italiana.

## Distribuzione

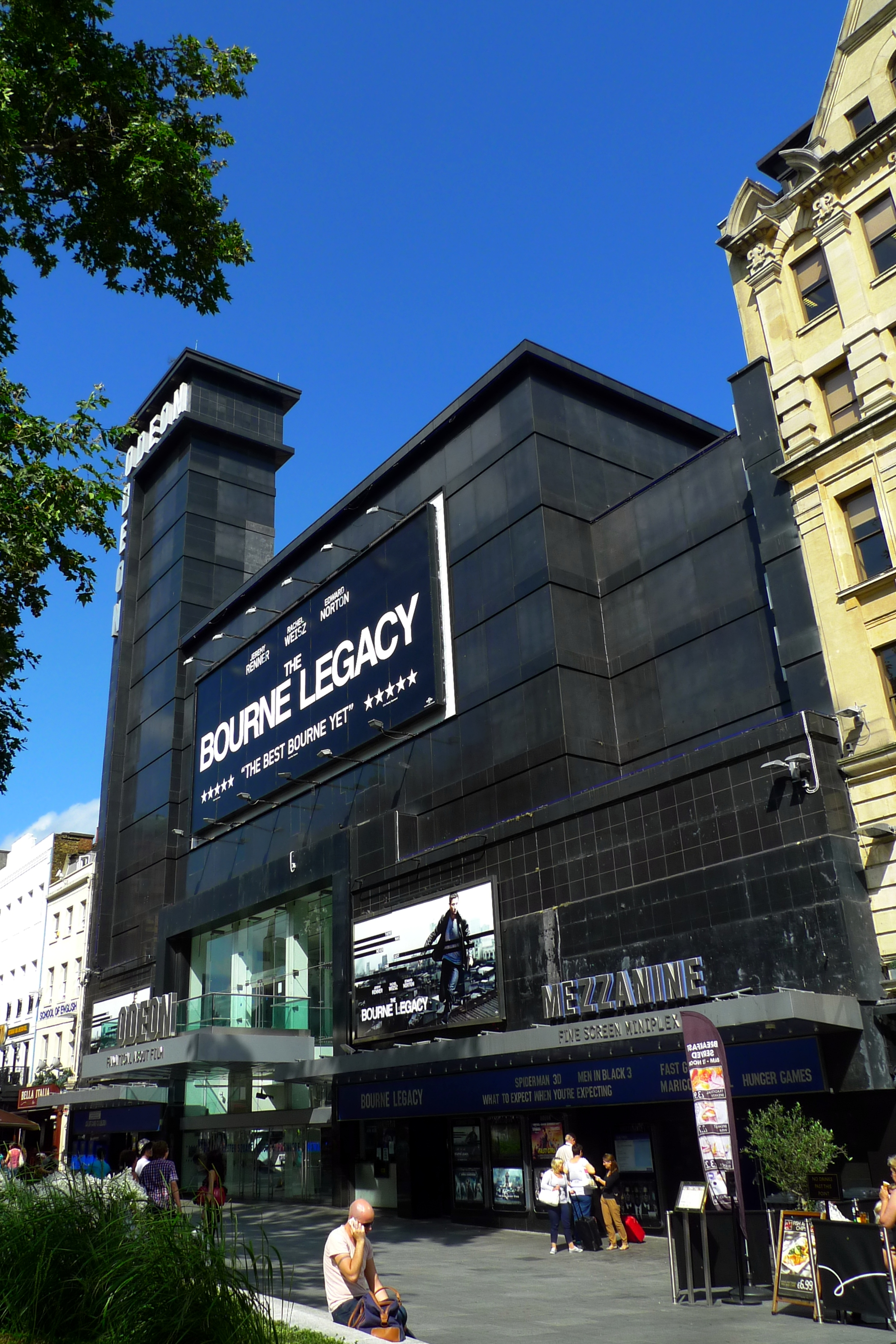
La pellicola in programmazione all'Odeon Leicester Square di Londra

La data di uscita nelle sale statunitensi inizialmente fissata per il 3 agosto 2012, è stata successivamente spostata al 10 agosto per evitare l'uscita in contemporanea con il film Total Recall - Atto di forza e per allontanare l'uscita da Il cavaliere oscuro - Il ritorno. In Italia è stato distribuito dalla Universal Pictures a partire dal 7 settembre.

## Accoglienza

### Incassi
A fronte di un budget di 125 milioni di dollari, la pellicola ne ha incassati circa 113,2 milioni in Nord America e 162,9 milioni nel resto del mondo, per un totale di 276144750 $.

### Critica
Sull'aggregatore di recensioni Rotten Tomatoes ha un indice di gradimento del 56% basato su 235 recensioni, con un voto medio di 5,9 su 10. Su Metacritic ottiene un punteggio di 61 su 100 basato su 42 recensioni.